# Kenneth F. Cramer

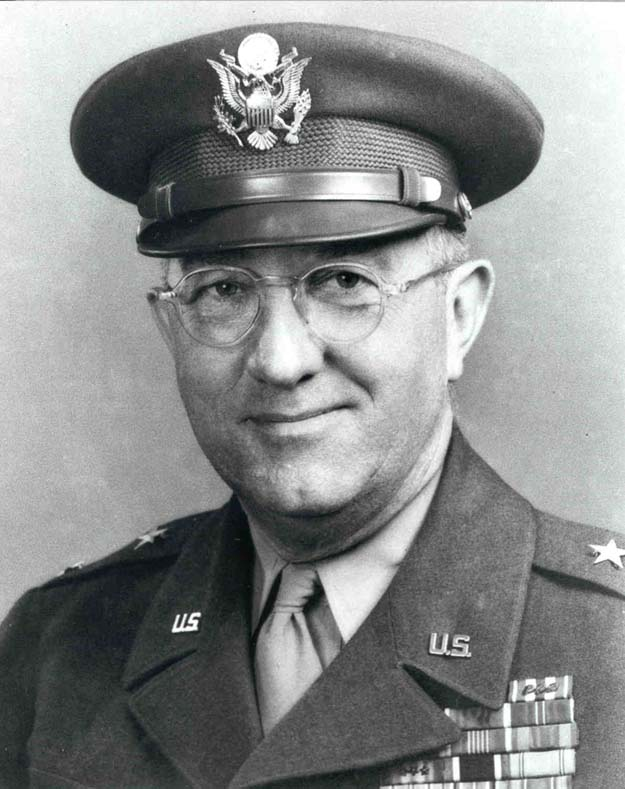
Kenneth F. Cramer

Kenneth Frank Cramer (* 3. Oktober 1894 in Gloversville, New York; † 20. Februar 1954 in Heidelberg, Baden-Württemberg, Deutschland) war ein Generalmajor der United States Army. Er war unter anderem Kommandeur der 24. Infanteriedivision und des National Guard Bureaus.

## Leben
Kenneth Cramer war ein Sohn von Frank Henry Cramer (1867–1948) und dessen Frau Estella Brown (1862–1953). Er studierte bis 1916 an der Princeton University. Anschließend trat er dem US-Heer bei, wo er eine Offiziersausbildung absolvierte und als Leutnant in dessen Offizierskorps aufgenommen wurde. In der Folge wurde er nach Europa versetzt, wo er am Ersten Weltkrieg teilnahm. Dort gehörte er dem 310. Infanterieregiment an, das der 78. Infanteriedivision unterstand. Er nahm an der Maas-Argonnen-Offensive und der Schlacht von St. Mihiel teil. Im Verlauf der Gefechte wurde er verwundet und geriet in deutsche Kriegsgefangenschaft. Danach wurde er in einem deutschen Krankenhaus behandelt. Nach dem Kriegsende wurde er den Amerikanern zurückgegeben.
Nach seiner Heimkehr gehörte Kenneth Cramer der Reserve der Armee an. Im Jahr 1931 trat er der Reserve der Connecticut National Guard bei, wo er bei Übungen eine neuaufgestellte Panzerkompanie kommandierte. Privat arbeitete er in der Kohleindustrie, wo er eine eigene Firma gründete und leitete. Politisch gehörte er der Republikanischen Partei an, für die er zwischen 1929 und 1937 nacheinander in beiden Kammern der Connecticut General Assembly saß.
Bis November 1940 hatte er es in der Nationalgarde seines Staates bis zum Oberst gebracht. Im Vorfeld des amerikanischen Eintritts in den Zweiten Weltkrieg wechselte er wieder zum regulären US-Heer, in dem er es bis zum Zwei-Sterne-General bringen sollte. Zwischen November 1940 und August 1941 kommandierte er das 169. Infanterieregiment, das der 43. Infanteriedivision unterstand und damals auf einen eventuellen Kriegseinsatz vorbereitet wurde. Danach wurde er zum Stab der gerade neuaufgestellten 24. Infanteriedivision versetzt. Dieser Division gehörte er bis zum Jahr 1946 an. Die Division war zunächst auf Hawaii stationiert. Dadurch war sie nach dem Angriff auf Pearl Harbor eine der ersten amerikanischen Einheiten, die in Kampfhandlungen des Zweiten Weltkriegs verwickelt war. Bis zum Jahr 1943 blieb Cramers Division auf Hawaii, wo sie zu einer eventuellen Verteidigung der Inseln bereitstand. Im September 1943 wurde die Division nach Australien und im Januar 1944 nach Neuguinea verlegt. In der Folge nahm sie an der Operation Reckless teil. Später war die Division auch an der Schlacht um Leyte und der Befreiung der Philippinen beteiligt. Anschließend gehörte sie zu den Besatzungstruppen in Japan. In den Monaten November und Dezember 1945 war Kenneth Cramer kommissarischer Kommandeur der Division.
Nach seiner Zeit bei der 24. Infanteriedivision kommandierte er in den Jahren 1946 und 1947 die 43. Infanteriedivision. Danach wurde er zum Chief of the National Guard Bureau in Arlington in Virginia versetzt. Zwischen dem 30. September 1947 und dem 4. September 1950 war er als Nachfolger von Butler B. Miltonberger Leiter dieser Institution. In dieser Zeit kam es zu internen Kompetenzkonflikten in dieser Behörde zwischen dem Heer und der United States Air Force, als Cramer einen Generalmajor der Luftwaffe entließ, ohne zuvor die Zustimmung der Air Force einzuholen. Am Ende wurden beide Offiziere auf andere Positionen versetzt und der Konflikt entspannte sich. Cramer erhielt erneut das Kommando über die 43. Infanteriedivision, die für einen Einsatz im Koreakrieg vorgesehen war, stattdessen aber nach Deutschland verlegt wurde. Im Dezember 1952 erhielt er das Kommando über die amerikanischen Bodentruppen im südlichen Teil Westdeutschlands (Commanding General Southern Area Command, Germany). Diese unterstand USAREUR. Am 20. Februar 1954 befand sich Kenneth Cramer auf einem Jagdausflug in der Nähe von Heidelberg. Dabei erlag er einem Herzinfarkt. Er wurde auf dem Nationalfriedhof Arlington beigesetzt.

## Orden und Auszeichnungen
Kenneth Cramer erhielt im Lauf seiner militärischen Laufbahn unter anderem folgende Auszeichnungen:
- Silver Star
- Legion of Merit
- Bronze Star Medal
- Air Medal
- Army Commendation Medal
- Purple Heart